# Дипхејвен (Минесота)
Дипхејвен (енгл. Deephaven) град је у америчкој савезној држави Минесота.

## Демографија
По попису из 2010. године број становника је 3.642, што је 211 (-5,5%) становника мање него 2000. године.
| Група             | 2000.         | 2010.         |
| Белци             | 3.732 (96,9%) | 3.526 (96,8%) |
| Афроамериканци    | 11 (0,3%)     | 14 (0,4%)     |
| Азијати           | 27 (0,7%)     | 33 (0,9%)     |
| Хиспаноамериканци | 35 (0,9%)     | 40 (1,1%)     |
| Укупно            | 3.853         | 3.642         |